# 赋得古原草送别
《賦得古原草送別》是唐代诗人白居易的一首五言律诗。此诗是白居易成名之作之一，在他生前已经为人传诵。後世作詩不少模仿其中意境

## 创作背景
根据宋代陈振孙的《白文公年谱》以及清代康熙年间汪立名的《白香山年谱》，还有1988年出版的朱金城的《白居易集笺校》记载，《赋得古原草送别》一诗作于贞元三年（公元787年）:1042。《旧唐书·白居易传》记载此诗创作时间不超过“十五六岁”。关于此诗面世的过程，不同的史籍文献都记载了白居易凭借此诗得到诗人顾况赏识的传说故事。《旧唐书》记载：白居易十五六岁时，“袖文一篇”，造访当时为著作郎的顾况。唐代张固的《幽閒鼓吹》则记载为白居易初到长安应举，但刚到时声名不显，便携诗作拜访诗人顾况。顾况看到白居易的名字时对他说：「米價方貴，居亦弗易。」（长安米价正贵，居也不易），这是以白居易的名字开玩笑。然而当顾况看到卷首《赋得古原草送别》一诗后，不由赞赏道：「道得個語，居即易矣。」（能写出如此的诗作，在长安居住也容易啊）。此后顾况开始在他人前为白居易传扬声誉，白居易因此在长安声名大振。五代王定保的《唐摭言》、宋代尤袤的《全唐诗话》、元代辛文房的《唐才子传》中都有类似的记载:1042。
不过，顾况在贞元五年被贬为饶州司户参军，而白居易在贞元五年以前并未到过长安。朱金城的《白居易集笺校》中认为此诗或在江南时所作。傅璇琮在《顾况考》中提到，白居易拜谒顾况的故事可能并非真事。谢思炜在《白居易诗集校注》中认为，贞元五年时的白居易随父亲在衢州生活，而顾况被贬为饶州司户参军时取道苏杭，路经过衢州，因此白居易有可能在衢州拜谒了顾况，而传说亦由此产生:1042。

## 原文
《赋得古原草送别》收录在白居易自编的作品集《白氏文集》（初名《白氏长庆集》）中。白居易生前将《白氏文集》原本抄得五本，分五处贮藏，但最终五个原本都在唐末至宋初期间散佚。现存的最早版本是南宋绍兴年间的刻本（通常被称为绍兴本），该版本共71卷，将白氏文集原本中的诗作全部辑为前37卷，第38卷及以后为文章集（称为先诗後笔本）。另一系统的版本是那波道圆翻刻朝鲜刻本以及金泽文库本为代表的前后续集本:27。在这两个版本中，《赋得古原草送别》都收录在第十三卷（五言与七言律诗九十九首）的第六十四首（总第667首），文句相同:1042。全文如下：
《幽闲鼓吹》中记载白居易拜见顾况事迹时，将首句记作“咸阳原上草，一岁一枯荣”。

### 詩題
据《白氏文集》与《全唐诗》记载，此诗题目为《赋得古原草送别》。宋代尤袤的《全唐诗话》中则将此诗称为《芳草诗》。清代《唐诗三百首》选入此诗时将诗题写为《草》。

## 评价
《赋得古原草送别》属于唐代常见的“赋得体”诗歌。“赋得体”指的是按照给定的成题成句，用给定的韵脚作的诗，一般是排律。诗题都用“赋得某某”的格式。赋得体始于南北朝时期的梁代，在唐代形成风气，成为文人集会宴游时作诗的方式。後来成为科举考试中写的试帖诗。在送别诗中也能看到使用赋得体的例子。《赋得古原草送别》是五言律诗，前四句咏草，后四句写送别，是很工整的赋得体律诗。

### 选入《唐诗三百首》
《唐诗三百首》由清代乾隆年间人士孙洙（别号蘅塘退士）选编的一部流传很广的唐诗选集。《赋得古原草送别》也被选入其中，诗题被改为《草》 。

### 选入小学教材
《赋得古原草送别》也被选入中国大陆小学语文课本中，但部分版本只有前四句，诗题也被改为《草》。